# George Gordon, 1. Duke of Gordon

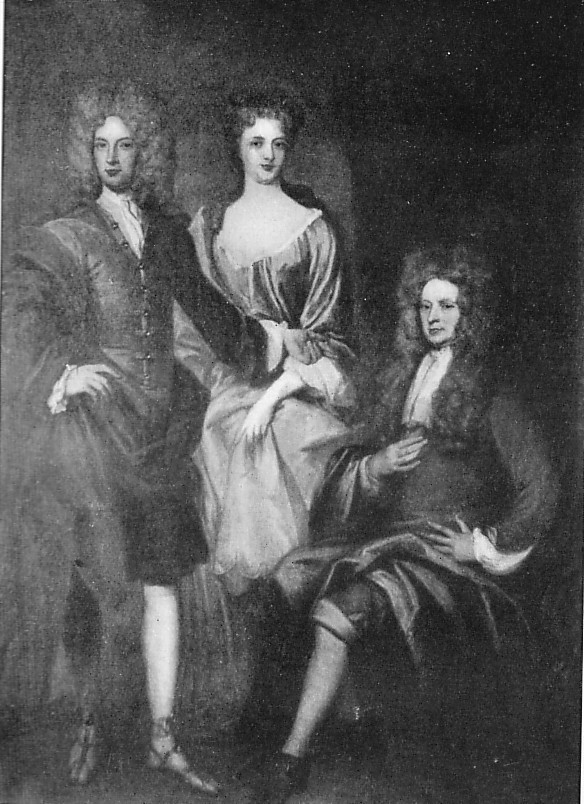
George Gordon, 1. Duke of Gordon (sitzend) mit seinen Kindern Alexander und Jane

George Gordon, 1. Duke of Gordon (* 1649; † 7. Dezember 1716 in Leith), war ein schottischer Adliger.

## Leben
Er war der Sohn des Lewis Gordon, 3. Marquess of Huntly aus dessen Ehe mit Mary Grant. Er war noch minderjährig, als er beim Tod seines Vaters im Dezember 1653 dessen Adelstitel als 4. Marquess of Huntly und die Würde des Chief des Clan Gordon erbte.
Um 1667 reiste er nach Frankreich, um dort an einem katholischen Seminar ausgebildet zu werden. Anschließend unternahm er eine Grand Tour durch Italien, Deutschland und Ungarn. 1673 trat er in Oudenarde als Offizier in die französische Armee ein und war im Holländischen Krieg an der Belagerung von Maastricht beteiligt. 1674 kämpfte er unter Marschall Turenne am Oberrhein. Später wechselte er die Seiten und kämpfte unter Wilhelm von Oranien in Flandern gegen die Franzosen. Im November 1675 kehrte er nach London zurück.
Am 1. November 1684 wurde er zum Duke of Gordon, Marquess of Huntly, Earl of Huntly and Enzie, Viscount of Inverness und Lord Badenoch, Lochaber, Strathavon, Balmore, Auchindoun, Garthie and Kincardine, erhoben. Als 1685 der geächtete und exilierte Archibald Campbell, 9. Earl of Argyll, mit einem Invasionsheer in Kintyre landete um König Jakobs II. zu stürzen, wurde Gordon zum Oberbefehlshaber der nördlichen Streitkräfte ernannt, die diesen zurückschlagen sollten. Argylls Rebellion brach aber so schnell in sich zusammen, dass kein Eingreifen Gordons nötig wurde. 1685 wurde er zudem zum Constable von Edinburgh Castle ernannt. 1686 wurde er in den schottischen Kronrat und 1687 als Gründungsmitglied in den Distelorden aufgenommen. Bei der Glorious Revolution stand er auf Seiten König Jakobs II. und hielt in Edinburgh Castle einer dreimonatigen Belagerung stand. Er kapitulierte schließlich gegen freies Geleit für seine Garnison. Er unterwarf sich König Wilhelm III. und reiste nach London um ihm zu huldigen. Anschließend besuchte er aber auch Jakob II. im Exil in St. Germain. Er wurde wiederholt verdächtigt ein Jakobit zu sein. Um 1708 wurde er deshalb in Edinburgh unter Hausarrest gestellt. Als er 1716 starb, erbte sein einziger Sohn seine Adelstitel.

## Ehe und Nachkommen
Im Oktober 1676 heiratete er Lady Elizabeth Howard, Tochter des Henry Howard, 6. Duke of Norfolk. Elizabeth war überzeugte Jakobitin, zog sich 1697 in ein Kloster in Flandern zurück und trennte sich 1707 von ihm. Aus der Ehe gingen zwei Kinder hervor:
- Alexander Gordon, 2. Duke of Gordon (um 1678–1728), ⚭ 1707 Lady Henrietta Mordaunt, Tochter des Charles Mordaunt, 3. Earl of Peterborough;
- Lady Jane Gordon (um 1683–1773), ⚭ 1706 James Drummond, Lord Drummond († 1720), jakobitischer „2. Duke of Perth“.